# アイヌ革命論
アイヌ革命論（アイヌかくめいろん）とは、日本の新左翼の政治思想の一つである。70年安保が終わった直後に勃興した窮民革命論の亜種で、アイヌに焦点を当てたもの。特に左翼思想家太田竜の1973年刊の著書と行動によってその名前は有名になった。

## 概要
「日本の新左翼の政治思想の一つ」という定義からも解るように、元々アイヌ族の間から湧き上がった民族自決の理論というわけではない。
1970年代の初め、全共闘運動の行き詰まりを感じていた新左翼活動家の間で、窮民革命論が台頭し始めた。これは「疎外された窮民こそが革命の主体となりえる」という思想で、日本のアイヌ民族も彼らの尺度で「窮民」のカテゴリに含まれていた。「アイヌ民族は原始共産制に生きる民族であり、「共産革命の担い手」たるにふさわしい」とされた（階級闘争および唯物史観も参照）。太田がアイヌに着目するきっかけになったのは、姫田忠義が監督した記録映画『アイヌの結婚式』（1971年）であったとされる。
札幌オリンピックが開催された1972年には、「アイヌ革命論」に影響されたとみられる過激派の北海道での活動（暴力革命および赤色テロも参照）が活発化した。引き続き、1970年代中盤以後にテロ事件が北海道を中心に全国各地で数多く発生した。しかし、これらのテロ事件の多くは新左翼自身によって敢行されており、必ずしも「アイヌ族による民族運動」というわけではなかった。
「北海道旧土人保護法撤廃運動」などアイヌ自身による民族運動が活発になり始めたのも、1970年代に入ってからである。とはいえ、アイヌの団体である北海道ウタリ協会（現・北海道アイヌ協会）の基本的なスタンスは、「一般国民との生活格差の解消」であった。一方、協会外ではアイヌの結城庄司（北海道ウタリ協会理事でもあった）や山本一昭らが、1972年にアイヌ解放同盟を結成し、ラジカルな形でアイヌ政策やアイヌに対する人々の認識への異議を唱えた。
結城は1972年頃に太田と知り合い、この年に札幌医科大学で開かれた日本人類学会・民族学会連合大会で公開質問状を読み上げたり、静内町にあるシャクシャイン像の台座に刻まれた町村金五元北海道知事の銘を削ったときには、太田も同行したが、のちに結城は太田のアイヌ解放論がアイヌの主張や状況と乖離していると批判し、1974年に逮捕（起訴猶予となる）されたあとは太田との間で相互に批判・侮辱をおこなって絶縁した。
やがて、太田は「エコロジスト」「陰謀論者」に転向したことで、アイヌ革命論は急速に衰退することになった。
アイヌの詩人である戸塚美波子は1981年のインタビューで、この時代のアイヌの名を使った爆破事件などについての感想を聞かれて「それまで黙っていたアイヌが動き始める動機にはなったけど…。でも、やり方が子供っぽかったし、アイヌの名前をかたったことは許せない。意味がなかったんじゃないかな」と述べている。

## 事件
1970年代におこった「アイヌ革命論」に影響された、または関係があるとみられる事件。
- シャクシャイン像事件 1972年9月20日
- 風雪の群像・北方文化研究施設爆破事件 1972年10月23日
- 白老町長襲撃事件 1974年3月9日
- 北海道神宮放火事件 1974年11月10日
- 北海道警察本部爆破事件 1975年7月19日
- 北海道庁爆破事件 1976年3月2日
- 東本願寺爆破事件 1977年11月2日